# Wilhelm Engelhard

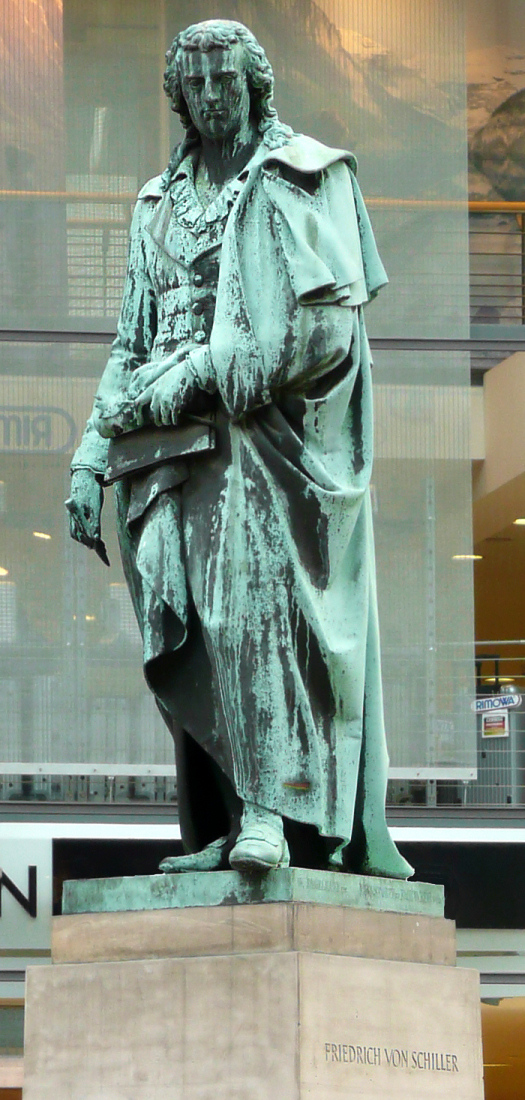
Schillermonumentet i Hannover.

Friedrich Wilhelm Engelhard, född 9 september 1813, död 23 juni 1902, var en tysk skulptör och målare.

## Biografi
Engelhard anslöt sig till Bertel Thorvaldsens riktning och senare till Ludwig Schwanthalers romantik. Han upptog mytologiska motiv i genremässig behandling och tog även inspiration från den nordiska romantiken, som även representerades av Herman Wilhelm Bissen och Hermann Ernst Freund. Bland hans verk märks Eddafrisen och Schillermonumentet i Marienburg vid Hannover.
Han tilldelades Litteris et Artibus 1863.